# Конусна інерційна дробарка

.

Конусна інерційна дробарка (КІД) — конусна дробарка нового покоління, в якій дроблення відбувається під дією сили інерції, що виникає при швидкому обертанні неврівноваженого вантажу (дебалансу). Така конструктивна особливість дозволяє: — вдвічі підвісити число коливань конуса; — суттєво збільшити дробильне зусилля; — забезпечити високий ступінь дроблення; — застосувати ефективну систему віброізоляції; — виключити перевантаження приводу і поломки деталей при попаданні металу.
Конусна інерційна дробарка (рис.) складається зі станини 1, у середині якої розташований дробильний конус 2, що спирається на сферичний підп'ятник 4. Інерційний круговий рух конус 2 отримує від двох віброзбуджувачів 3, що розташовані на кінцях горизонтального коромисла 5, вісь якого зв'язана з валом 11 конуса 2 за допомогою сферичного шарніра 6. Віброзбуджувачі працюють синхронно. Обертання дебалансам передається через карданні вали 8 від двох електродвигунів 10, які встановлені на опорній рамі 9. Станина спирається на фундамент через пружинні амортизатори 7.
Під дією інерційної сили вісь дробильного конуса описує конічну поверхню з вершиною у центрі сфери, по якій оброблений сферичний підп'ятник 4. При переміщенні дробильного конуса по конічній чаші відбувається дроблення матеріалу, який знаходиться у робочому просторі дробарки.
Дробарки типу КІД у порівнянні з дробарками типу КМД дозволяють збільшити ступінь дроблення у 3 — 4 рази і одночасно підвищити продуктивність млинів завдяки дрібнішому живленню.
Дробарки типу КІД можуть застосовуватись для отримання дробленого продукту крупністю менше 4 мм при роботі у відкритому і замкнено-му циклах.